# Archiestown
Archiestown (gaélique écossais : Baile an Tuim) est un petit village de la région de Moray, situé à 25 kilomètres au sud d'Elgin et à 80 kilomètres à l'est d'Inverness.
Bâti en 1760, il doit son nom à son fondateur Sir Archibald Grant de Monymusk. Son plan d'urbanisme est typique des villages champignons du XVIIIe siècle, avec un réseau de rue en damiers et une grande place.
Le village fut partiellement détruit en 1783, à la suite d'un incendie. Cette même année, Robert Grant acheta les terres de Sir Archibald et devint ainsi le premier Laird of Wester Elchies. Ce titre resta dans sa famille jusqu'à la mort du dernier laird en 1951.
Au départ conçu pour être un centre de tissage, Archiestown est aujourd'hui plus connu pour sa proximité des distilleries de Cardhu, Tamdhu, Knockando et de Macallan. Le village possède aussi sa propre équipe locale de football, le Archiestown FC.